# Atracis subrufescens
Atracis subrufescens är en insektsart som först beskrevs av Walker 1870.  Atracis subrufescens ingår i släktet Atracis och familjen Flatidae. Inga underarter finns listade i Catalogue of Life.